# Фреймлайн

Логотип 34-го кинофестиваля Фреймлайн

Фреймлайн (англ. Frameline) — американская некоммерческая медиа-арт организация, которая занимается проведением Международного ЛГБТ-кинофестиваля в Сан-Франциско (англ. The San Francisco International LGBT Film Festival). В настоящее время это мероприятие является старейшим ЛГБТ-кинофорумом. Задача Фреймлайн состоит в укреплении разнообразия сообщества геев, лесбиянок, бисексуалов и трансгендеров, визуальное подтверждение существования в обществе ЛГБТ-лиц с помощью поддержки и продвижения широкого спектра культурных мероприятий и художественного воплощения ЛГБТ в кино, видео и других видах искусства. Годовая посещаемость кинофорума составляет от 60 000 до 80 000 человек. Таким образом фестиваль Фреймлайн является крупнейшей ЛГБТ-выставкой и значительным событием в культурной жизни Сан-Франциско.

## История
Данные о том, когда фестиваль впервые заработал, разнятся. Так, издание San Francisco Chronicle описывало его, как «важное событие 1976 года», официальный же сайт мероприятия сообщает, что кинофорум был основан в 1977-м.
Первый кинопоказ состоялся в феврале 1977 года в ныне не существующем Центре гей-общины на улице Grove Street под названием «Гей-кинофестиваль восьми суперфильмов» Его основателем был Дэниэл Николетта, сподвижник и соратник Харви Милка. В 2004 году фестиваль изменил своё название на более короткое Фреймлайн28 (англ. Frameline28) и стал 28-м по счёту ежегодным мероприятием. Очередные кинофорумы именуются согласно этому же шаблону, так, Фреймлайн34 состоялся в июне 2010 года.
В истории фестиваля есть своя чёрная страница, связанная с трагической гибелью его директора Марка Финча, который в 1995 году покончил жизнь самоубийством, прыгнув с моста Золотые ворота. Это событие вдохновило бывшего содиректора Фреймлайн Дженни Олсона снять фильм «Радость жизни», в основу сюжета которого положена похожая история.

## Награды
На фестивале вручаются четыре награды:
- Премия «Фреймлайн»
- Награда в номинации «Лучший документальный фильм»
- Награда в номинации «Лучший художественный фильм»
- Приз зрительских симпатий